# Brot-Plamboz
Brot-Plamboz is een gemeente en plaats in het Zwitserse kanton Neuchâtel en maakte deel uit van het district Le Locle tot op 31 december 2017 de districten van het kanton Neuchâtel werden afgeschaft.
Brot-Plamboz telt 253 inwoners.